# Cheilolejeunea surrepens
Cheilolejeunea surrepens là một loài Rêu trong họ Lejeuneaceae. Loài này được (Mitt.) E.W. Jones mô tả khoa học đầu tiên năm 1976.